# إدوارد كونينغهام
إدوارد كونينغهام (16 مايو 1962 في المملكة المتحدة - ) (بالإنجليزية: Edward Cunningham)‏ هو لاعب كريكت بريطاني. لعب مع نادي مقاطعة غلوستر للكريكت ‏.

## وصلات خارجية
- إدوارد كونينغهام على موقع إي آس بي آن كريك إنفو (الإنجليزية)